# Monumento a Vasco Núñez de Balboa (Madrid)
El Monumento a Vasco Núñez de Balboa es una escultura de bronce situada en Madrid, España. Se ubica en la Ciudad Universitaria, junto al Museo de América. Va dirigida a Vasco Núñez de Balboa, conocido por su exploración a través del Istmo de Panamá y el descubrimiento del Océano Pacífico (1513).

## Historia y descripción
El inicio de la idea se remonta al VI Congreso de la Unión Postal de las Américas y España celebrado en 1952 y recibió el apoyo de varios ministerios españoles. Se puede considerar parte de un plan del régimen franquista para la construcción de memoriales en la ciudad que intenta complementar su programa de cooperación iberoamericana con contenido simbólico, presentando también otras obras dedicadas a Simón Bolívar, José de San Martín, José Gervasio Artigas, Rubén Darío, Andrés Bello o la propia Hispanidad.
El proyecto fue adjudicado a Enrique Pérez Comendador, quien, a partir de algunos modelos anteriores, optó por una figura que realizaba una postura en forma de cruz con los brazos extendidos hacia adelante y hacia atrás, algo influenciado por el dios del cabo Artemisio. La estatua mide 2,50 metros de altura.
En palabras del escultor, la escultura representa a Vasco Núñez de Balboa "en el momento en que, tras el descubrimiento, entra arrogante y absorto en el mar blandiendo la espada desnuda y se apodera de ella para el Rey de España, mirando a la horizonte, como transfigurado ante la inmensidad del gran Océano Pacífico ".
Fue inaugurado el 2 de octubre de 1954. Ha sido víctima de vandalismo en múltiples ocasiones hasta llegar a hablarse de un "abandono total" del monumento.